# Доббс, Маттивильда
Маттиви́льда Доббс (англ. Mattiwilda Dobbs; 11 июля 1925, Атланта, Джорджия, США — 8 декабря 2015) — американская оперная певица афро-американского происхождения (колоратурное сопрано).

## Биография
На сцене выступает с 1953 года. Гастролировала как по США, так и по Европе (в СССР в 1959). В 1959 году американские кинематографисты сняли о певице документальный фильм. В 1974 году ушла со сцены. Преподавала вокал в Техасском университете в Остине и в Говардском университете в Вашингтоне.
Первый муж испанец Луис Родригес (исп. Luis Rodriguez).

## Партии
- «Соловей» Стравинского — Соловей
- «Ариадна на Наксосе» Штрауса — Цербинетта
- «Итальянка в Алжире» Россини — Эльвира
- «Зигфрид» Вагнера — Лесная птичка
- «Риголетто» Верди — Джильда
- «Дон Жуан» Моцарта — Церлина
- «Сказки Гофмана» Оффенбаха — Олимпия
- «Лючия ди Ламмермур» Доницетти — Лючия
- «Бал-маскарад» Верди — Оскар
- «Волшебная флейта» Моцарта — Царица ночи
- «Севильский цирюльник» Россини — Розина

## Награды
- 1950 — 1-я премия на Международном музыкальном конкурсе в Женеве.